# Steve Rothery
Steve Rothery (født 25. november 1959) er guitarist i det engelske rockband Marillion. Han blev født i Brampton Bierlow i England. Rothery har indspillet to albums som en del af duoen Wishing Tree og et instrumentalt soloalbum, The Ghosts of Pripyat, der blev udgivet i september 2014. Han grundlagde også British Guitar Academy i 2011.